# 羽黑下站
羽黑下站（日语：／ Haguroshita eki */?）是位於長野縣南佐久郡佐久穗町，東日本旅客鐵道（JR東日本）的小海線車站。站名源自於車站南邊的羽黑山。本站在2021年根據日本土地家屋調查士會協會的測量結果，確認為全日本距離大海第三遠的車站。

## 歷史
- 1915年（大正4年）12月28日：佐久鐵道 中込站至此站之間開通，此站啟用[1]。為旅客和貨物車站。
- 1919年（大正8年）3月11日：佐久鐵道 此站至小海站之間開通。
- 1934年（昭和9年）9月1日：佐久鐵道被國有化，成為國鐵車站[5]。
- 1987年（昭和62年）4月1日：伴隨國鐵分割民營化，車站由東日本旅客鐵道（JR東日本）營運[6]。

曾經上信電鐵計劃從上信線下仁田站延伸至此站。

## 車站構造
車站是一座地面車站，設有2面2線相對式月台。兩月台之間設有站內平交道連接。
此站是簡易委託車站，委托佐久穗町負責窗口業務。此站設有POS終端。

### 月台
| 月台         | 路線    | 上下行 | 方向             |
| ------------ | ------- | ------ | ---------------- |
| 車站大樓一方 | ■小海線 | 下行   | 佐久平、小諸方向 |
| 車站大樓對面 | ■小海線 | 上行   | 小海、小淵澤方向 |

參考
在旅客資訊上沒有編排月台編號。

## 使用狀況
根據「JR東日本」資料，在2019年度（令和元年度）的1日平均乘車人次為87人。
以下為近年乘車人次變化：
| 乘車人次變化       | 乘車人次變化     | 乘車人次變化          |
| 年度               | 1日平均 乘車人次 | 參考資料              |
| ------------------ | ---------------- | --------------------- |
| 2000年（平成12年） | 170              | [ 利用客数 2 ]        |
| 2001年（平成13年） | 156              | [ 利用客数 3 ]        |
| 2002年（平成14年） | 151              | [ 利用客数 4 ]        |
| 2003年（平成15年） | 143              | [ 利用客数 5 ]        |
| 2004年（平成16年） | 135              | [ 利用客数 6 ]        |
| 2005年（平成17年） | 135              | [ 利用客数 7 ]        |
| 2006年（平成18年） | 142              | [ 利用客数 8 ]        |
| 2007年（平成19年） | 126              | [ 1 ] [ 利用客数 9 ]  |
| 2008年（平成20年） | 123              | [ 利用客数 10 ]       |
| 2009年（平成21年） | 114              | [ 1 ] [ 利用客数 11 ] |
| 2010年（平成22年） | 119              | [ 利用客数 12 ]       |
| 2011年（平成23年） | 108              | [ 2 ] [ 利用客数 13 ] |
| 2012年（平成24年） | 116              | [ 利用客数 14 ]       |
| 2013年（平成25年） | 113              | [ 利用客数 15 ]       |
| 2014年（平成26年） | 109              | [ 利用客数 16 ]       |
| 2015年（平成27年） | 118              | [ 利用客数 17 ]       |
| 2016年（平成28年） | 118              | [ 利用客数 18 ]       |
| 2017年（平成29年） | 111              | [ 利用客数 19 ]       |
| 2018年（平成30年） | 99               | [ 利用客数 20 ]       |
| 2019年（令和元年） | 87               | [ 利用客数 1 ]        |

## 車站周邊
- 千曲川
- 榮橋（日语：栄橋 (佐久穂町)）（土木學會選獎土木遺產）
- 羽黑下簡易郵局
- 平林神社
- 平林觀世音
- 北澤大石棒（日语：北沢大石棒）
- 國道141號（日语：国道141号）

## 相鄰車站
東日本旅客鐵道（JR東日本）
■小海線
海瀨－羽黑下－青沼

## 注腳

### 使用狀況
1. 1 2  . 東日本旅客鐵道.   [2020-07-18]. （原始内容存档于2020-07-10） （日语）.
2. ↑  . 東日本旅客鐵道.   [2019-04-15]. （原始内容存档于2017-08-08） （日语）.
3. ↑  . 東日本旅客鐵道.   [2019-04-15]. （原始内容存档于2019-04-02） （日语）.
4. ↑  . 東日本旅客鐵道.   [2019-04-15]. （原始内容存档于2019-04-02） （日语）.
5. ↑  . 東日本旅客鐵道.   [2019-04-15]. （原始内容存档于2019-04-02） （日语）.
6. ↑  . 東日本旅客鐵道.   [2019-04-15]. （原始内容存档于2019-04-02） （日语）.
7. ↑  . 東日本旅客鐵道.   [2019-04-15]. （原始内容存档于2017-08-08） （日语）.
8. ↑  . 東日本旅客鐵道.   [2019-04-15]. （原始内容存档于2019-03-27） （日语）.
9. ↑  . 東日本旅客鐵道.   [2019-04-15]. （原始内容存档于2017-08-08） （日语）.
10. ↑  . 東日本旅客鐵道.   [2019-04-15]. （原始内容存档于2019-04-02） （日语）.
11. ↑  . 東日本旅客鐵道.   [2019-04-15]. （原始内容存档于2019-04-02） （日语）.
12. ↑  . 東日本旅客鐵道.   [2019-04-15]. （原始内容存档于2016-03-27） （日语）.
13. ↑  . 東日本旅客鐵道.   [2019-04-15]. （原始内容存档于2019-04-02） （日语）.
14. ↑  . 東日本旅客鐵道.   [2019-04-15]. （原始内容存档于2019-04-02） （日语）.
15. ↑  . 東日本旅客鐵道.   [2019-04-15]. （原始内容存档于2016-03-04） （日语）.
16. ↑  . 東日本旅客鐵道.   [2019-04-15]. （原始内容存档于2019-03-26） （日语）.
17. ↑  . 東日本旅客鐵道.   [2019-04-15]. （原始内容存档于2019-03-23） （日语）.
18. ↑  . 東日本旅客鐵道.   [2019-04-15]. （原始内容存档于2019-02-14） （日语）.
19. ↑  . 東日本旅客鐵道.   [2019-04-15]. （原始内容存档于2019-03-25） （日语）.
20. ↑  . 東日本旅客鐵道.   [2019-07-24]. （原始内容存档于2019-07-05） （日语）.

## 外部連結
- 車站資訊（羽黑下）：東日本旅客鐵道（日語）